# Rajjo
 (mars 2018).
Si vous disposez d'ouvrages ou d'articles de référence ou si vous connaissez des sites web de qualité traitant du thème abordé ici, merci de compléter l'article en donnant les références utiles à sa vérifiabilité et en les liant à la section « Notes et références ».
Ne doit pas être confondu avec Rajo.
Pour plus de détails, voir Fiche technique et Distribution.
Rajjo  est un film indien en hindi, réalisé par Vishwas Patil, sorti en salles le 15 novembre 2013
Le film a été un échec critique et commercial.

## Synopsis
Rajjo (Kangana Ranaut) est une danseuse de religion musulmane tandis que Chandu (Paras Arora) est un jeune brahmane. Chandu, dont la mère est chanteuse, aime la musique ce qui le rapproche de Rajjo.

## Fiche technique
- Titre : Rajjo
- Réalisation : Vishwas Patil
- Scénario : Jayant Pawar et Vishwas Patil
- Direction musicale : Uttam Singh et Gurmeet Singh
- Lyrics : Sameer, Dev Kholi et Vishwas Patil
- Chorégraphie : Ganesh Acharya et Rajendra Chowdhury
- Direction artistique : Muneesh Sappal
- Décors : Muneesh Sappal
- Costumes : Uma Biju et Reza Shariffi
- Photographie : Binod Pradhan
- Son : Vikram Biswas
- Montage : Rajesh Rao
- Cascades et combats : Salam Ansari
- Production : M. H. Shah et U. A. Karande
- Société(s) de production : Four Pillars Entertainment
- Budget :
- Langue originale : hindi
- Pays d'origine : Inde
- Format : Couleurs
- Genre : comédie romantique
- Durée : 137 minutes
- Date de sortie : 15 novembre 2013

## Distribution
- Kangana Ranaut : Rajjo
- Paras Arora : Chandu
- Mahesh Manjrekar : Begum
- Prakash Raj : Hande Bhau
- Jaya Prada : Jankidevi
- Sharad Shelar

## Production
Il a fallu environ 700 ouvriers pour créer les décors en 2 mois.